# Raionul Lîseanka, Cerkasî
Lîseanka (în ucraineană Лисянський район, transliterat: Lîseanskîi raion) este un raion în regiunea Cerkasî, Ucraina. Reședința sa este așezarea de tip urban Lîseanka.

## Demografie
Componența lingvistică a raionului Lîseanka
     Ucraineană (98,29%)
     Rusă (1,42%)
     Alte limbi (0,11%)
Conform recensământului din 2001, majoritatea populației raionului Lîseanka era vorbitoare de ucraineană (98,29%), existând în minoritate și vorbitori de rusă (1,42%).